# Якатекутли
Якатекутли (исп. Yacatecuhtli, Yiacatecuhtli) — «Владыка, указующий пути» (либо «Тот, кто идёт впереди»), в ацтекской мифологии бог путешественников и торговцев, особенно странствующих торговцев (почтека).
Считался одной из ипостасей Кетцалькоатля. Его символом был греческий крест, олицетворяющий место встречи или пересечение дорог; его изображали связанные крестом дорожные посохи. Иногда Якатекутли также называли Якаколиуки (Yacacoliuhqui), «Тот, у кого орлиный нос», или Якапитцауак (Yacapitzahuac), «Заострённый Нос», и изображали с удлинённым носом.
Жертвоприношения в честь Якатекутли происходили в месяц Тититль (30 декабря — 18 января).